# Jesus Maria Lasagabaster
Jesus Maria Lasagabaster Madinabeitia o Jesús María Lasagabaster Madinabeitia (Donostia 1931 - Donostia 2013) és un crític literari basc que ha escrit part de la seva obra en èuscar.

## Obres
- Literatur kritika eta teoriaren irakaskuntza unibertsitatean (L'ensenyament de la líteratura crítica i teoria en la universitat)
- Baroja: El carnaval de la escritura (A propósito de "La leyenda de Jaun de Alzate")
- Ignacio Aldecoa: práctica y teoría del cuento
- El nacimiento de la novela vasca
- La prosa narrativa de Gabriel Celaya
- Las literaturas de los vascos Jesús María Lasagabaster; Ana María Toledo Lezeta (ed. lit.); Deustuko Unibertsitatea, 2002. ISBN 84-7485-807-0